# Protognathinus spielbergi
Protognathinus spielbergi es una especie fósil de coleóptero de la familia Lucanidae.

## Distribución geográfica
Habitaba en Alemania.